# Цинеево
Цинеево — Деревня в Угранском районе Смоленской области России. Входит в состав Вёшковского сельского поселения.
Население — 10 жителей (2007 год).
Расположена в юго-восточной части области в 27 км к северо-востоку от Угры, в 5 км восточнее автодороги Р132 Вязьма — Калуга — Тула — Рязань, на берегу реки Вороновки. В 11 км северо-западнее от деревни находится железнодорожная станция О.п. 22-й км на линии Торжок — Брянск.

## История
В годы Великой Отечественной войны деревня была оккупирована гитлеровскими войсками в октябре 1941 года, освобождена в марте 1943 года.